# Gustav Standfuss
Albert Robert Gustav Standfuss (ur. 1 grudnia lub 1 października 1815 we Wrocławiu, zm. 6 października 1897 w Leśnicy) – niemiecki pastor i badacz motyli Dolnego Śląska. 

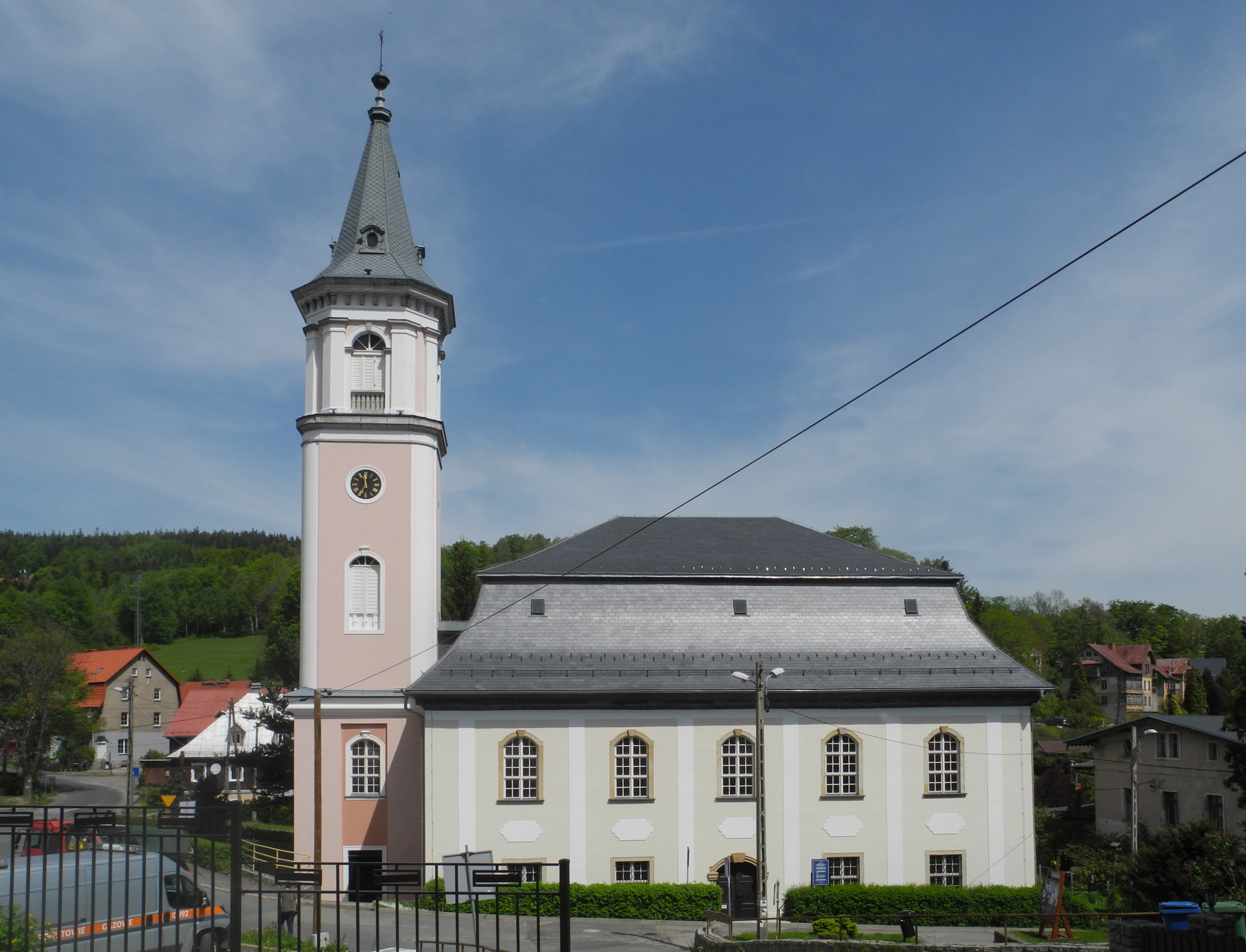
Kościół ewangelicki w Szklarskiej Porębie, którego wieloletnim pastorem był G. Standfuss (dziś katolicki, pw. Niepokalanego Serca NMP)

W latach 1825–1833 uczęszczał do Friedrichs-Gymnasium w swoim rodzinnym mieście, następnie podjął studia teologiczne na Uniwersytecie Wrocławskim, kończąc je w 1840, od 1841 był duchownym w Szklarskiej Porębie, najpierw jako wikariusz, a od końca 1842 do 1860 jako proboszcz. Od 1860 do emerytury w 1886, pełnił posługę proboszcza nowej parafii w Prochowicach. Po zaprzestaniu pracy duszpasterskiej osiadł w Leśnicy.
Badał motyle śląskiej i czeskiej strony Gór Izerskich oraz Karkonoszy i rejonu Dusznik Zdrój, a następnie z Równiny Wrocławskiej.  Był członkiem Vereinfür schlesische Insektenkunde, a później także honorowym członkiem tego towarzystwa. 
W trakcie pobytu w Szklarskiej Porębie ożenił się, miał sześć córek i czterech synów, z których dwie córki i dwóch synów zmarło w dzieciństwie. Jednym z dzieci był Max Standfuss, również entomolog. 
Wybrane publikacje:
- Standfuss, Lepidopterologische Beiträge, „Entomologische Zeitung”, 7, 1846, s. 380–387 [dostęp 2024-09-05] (niem.).
- Standfuss, Zwei lepidopterologische Exkursionen auf das Riesengebirge im Juli 1847, „Entomologische Zeitung Stettin”, 9, s. 44–50, 153–159, 306–314, 1848 (niem.).{{Cytuj}} Linki zewnętrzne: "opis". Brak numerów stron w czasopiśmie
- G. Standfuss, Lepidopterologische Beitrage zur Kenntnis der Seefelder und ihrer Umgebung bei Reinerz. Beschreibung zwei neuer Schaben, „Zeitschrift für Entomologie Breslau”, 5, 1851, s. 59–60 (niem.).